# Massa Marittima
Massa Marittima (già Massa di Maremma) è un comune italiano di 8 196 abitanti della provincia di Grosseto in Toscana.
Centro principale dell'area delle Colline Metallifere grossetane, è membro dell'Unione di comuni montana Colline Metallifere. Come località turistica maremmana ha ottenuto importanti riconoscimenti per la qualità ambientale.

## Geografia fisica

### Territorio
Il centro di Massa Marittima è situato su una delle propaggini meridionali delle Colline Metallifere, che dominano la sponda sinistra del fiume Pecora, corso d'acqua che ha le proprie sorgenti nella parte nord-orientale del territorio comunale, a sud-ovest della località di Niccioleta.
Il comune di Massa Marittima confina a nord-ovest con il comune di Monterotondo Marittimo, a nord-est con il comune di Montieri, a est con il comune di Roccastrada, a sud con i comuni di Gavorrano e Scarlino, a sud-ovest con il comune di Follonica, a ovest con il comune di Suvereto della provincia di Livorno.
La parte occidentale e meridionale del territorio comunale digrada verso la pianura maremmana, mentre nella parte sud-orientale si estende il lago dell'Accesa di origine carsica, di cui è emissario il fiume Bruna.
Pur all'interno di un'area a bassa sismicità, è da segnalare un terremoto di magnitudo (Ml) 3,3, avvenuto alle ore 23:12:16 italiane del giorno 16 febbraio 2008. Il terremoto è stato localizzato dalla Rete Sismica Nazionale dell'INGV e dalla rete MedNet nel distretto sismico Colline Metallifere.
- Classificazione sismica: zona 3 (sismicità bassa), Ordinanza PCM 3274 del 20/03/2003

### Clima
La città di Massa Marittima e gran parte del territorio comunale sono caratterizzati da un clima con temperature inferiori rispetto alla corrispondente area pianeggiante e fascia costiera, a causa delle prevalenti quote collinari. L'inverno risulta pertanto più freddo rispetto ai limitrofi comuni occidentali e meridionali, mentre l'estate è generalmente calda ma senza particolari eccessi di umidità relativa e di conseguenti condizioni afose.
Secondo i dati medi del trentennio 1961-1990, la temperatura media del mese più freddo, gennaio, si attesta a 4,7 °C; mentre quella del mese più caldo, luglio, è di +22,7 °C.
Le precipitazioni medie annue si attestano a 897 mm, mediamente distribuite in 91 giorni di pioggia, con minimo in estate, picco massimo in autunno per gli accumuli e in inverno per il numero di eventi piovosi.
| MASSA MARITTIMA (1961-1990) | Mesi | Mesi | Mesi | Mesi | Mesi | Mesi | Mesi | Mesi | Mesi | Mesi | Mesi  | Mesi  | Stagioni | Stagioni | Stagioni | Stagioni | Anno  |
| MASSA MARITTIMA (1961-1990) | Gen  | Feb  | Mar  | Apr  | Mag  | Giu  | Lug  | Ago  | Set  | Ott  | Nov   | Dic   | Inv      | Pri      | Est      | Aut      | Anno  |
| --------------------------- | ---- | ---- | ---- | ---- | ---- | ---- | ---- | ---- | ---- | ---- | ----- | ----- | -------- | -------- | -------- | -------- | ----- |
| T. max. media (°C)          | 9,0  | 9,9  | 12,8 | 16,9 | 21,1 | 25,3 | 28,4 | 28,1 | 25,2 | 19,8 | 14,3  | 10,5  | 9,8      | 16,9     | 27,3     | 19,8     | 18,4  |
| T. min. media (°C)          | 0,4  | 1,0  | 3,3  | 6,5  | 10,4 | 13,8 | 17,1 | 16,7 | 14,3 | 10,4 | 6,3   | 2,4   | 1,3      | 6,7      | 15,9     | 10,3     | 8,6   |
| Precipitazioni (mm)         | 81,5 | 76,2 | 74,1 | 68,5 | 68,1 | 52,3 | 32,5 | 39,5 | 78,4 | 93,1 | 124,1 | 108,3 | 266,0    | 210,7    | 124,3    | 295,6    | 896,6 |
| Giorni di pioggia           | 9    | 9    | 9    | 9    | 8    | 6    | 3    | 4    | 6    | 7    | 11    | 10    | 28       | 26       | 13       | 24       | 91    |

- Classificazione climatica: zona E, 2129 GG
- Diffusività atmosferica: alta, Ibimet CNR 2002

## Storia
Il territorio intorno a Massa Marittima fu abitato sia in epoca preistorica che protostorica, come testimoniano numerosi ritrovamenti databili dal Paleolitico all'età del Bronzo, fra i quali ricordiamo quelli di Pianizzoli, Valmora, Le Tane e Vado all'Arancio. Insediamenti etruschi sono stati invece rinvenuti nella zona del lago dell'Accesa e non solo (Campo al Ginepro, Macchia del Monte, Poggio Corbello, Poggio Castiglione, Podere Nuovo e Valpiana) databili in un lungo periodo di tempo che va dal IX al V secolo a.C.. Ulteriore prova dell'esistenza di un probabile insediamento nel luogo in cui oggi grossomodo sorge Massa Marittima è dato dalle Res Gestae di Ammiano Marcellino, dove viene citata una Massa Veternensis come luogo di nascita di Costanzo Gallo, nipote di Costantino, riconducibile forse alla località di Massa Vecchia.
Il nome di Massa compare per la prima volta in un documento del X secolo, in un elenco di castelli e corti venduti al chierico Ropprando dal marchese Lamberto il 18 aprile 973 e successivamente ricomprati da Ermengarda, rimasta vedova di Lamberto, il 15 febbraio 986. Il secolo che sancì l'inizio della definitiva fioritura della città fu il secolo XI, quando avvenne il graduale trasferimento a Massa Marittima della sede episcopale di Populonia, saccheggiata dai pirati greci e distrutta dalla flotta di Niceta, prefetto di Costantinopoli: una lettera di papa Alessandro II al vescovo Tegrino del 1062 testimonia il già avvenuto trasferimento del vescovo a Massa. Inizialmente postasi in accomandigia a Pisa (1216), la città conobbe l'apice del suo splendore negli anni in cui si costituì in libero comune (1225-1337), avvenuta in connessione con lo sfruttamento minerario, di giacimenti di rame, e soprattutto di argento, una risorsa fondamentale per lo sviluppo dei commerci, diffusamente estratta nelle colline metallifere in età medievale. In quest'epoca Massa conobbe una grande espansione urbanistica e vennero realizzati edifici di grande pregio architettonico, visibili ancora oggi. L'argento non era solamente una materia prima molto richiesta per gli scambi col medio oriente, ma permetteva alle grandi compagnie di mercanti-banchieri, più che altro senesi, di inserirsi, tramite la monetazione, nel settore monetario, la finanza internazionale di più alto livello. Dal 1º maggio 1317 per almeno un anno la città batté anche moneta propria, il Grosso da 20 denari e il Denaro piccolo, e si ha notizia della circolazione delle sue monete fino alla fine del 1319. Nell'orbita economica di Siena, con la quale si legò in rapporti sin dalla metà del XIII secolo, partecipando al fianco di essa alla battaglia di Montaperti (1260), sì unì ad essa in quattro leghe (1264, 1276, 1307, 1319) e ne fu completamente assoggettata nel 1335.
Il periodo della dominazione senese coincide con una crisi economica generalizzata per la Toscana, in cui il mondo comunale degrada verso le signorie. Ovunque i contadi vennero sfruttati, causandone il depauperamento, e lo spopolamento. Si attua quella dicotomia tra città e campagne che perdura ancora oggi: ovunque, e specialmente in Maremma, si manifestò la concentrazione delle piccole proprietà in grandi latifondi, attuando una feudalizzazione di ritorno, che determinò un degrado sia sociale, con le popolazioni assoggettate al rapporto mezzadrile, sia del paesaggio agrario. Le pestilenze (le più gravi nel 1348 e nel 1400) causarono un calo demografico che spinse la città sulla china di una decadenza fino ad allora sconosciuta. Nel 1554, durante la guerra tra Siena e il duca Cosimo de' Medici, la fortezza di Massa capitolò, assediata dagli spagnoli guidati da Carlo Gonzaga. Il 3 febbraio 1555 la città fu inglobata nello Stato mediceo, divenuto poi Granducato di Toscana.
Durante il dominio mediceo, la necessità di una bonifica fu riconosciuta solo dal granduca Ferdinando I, ma questo tentativo iniziale non venne proseguito: le sorti di Massa e della Maremma furono trascurate, fatte salve le attività siderurgiche di Valpiana. Cosicché la carenza di manutenzione dei corsi d'acqua fece ritornare in pessimo stato le condizioni ambientali. La malaria spopolò nuovamente la città e, all'estinzione della casata dei Medici nel 1737, Massa contava solamente 527 abitanti. Nel corso del secolo XVIII, sotto i Lorena, la città rifiorì nuovamente: il 18 marzo 1766 il granduca Pietro Leopoldo divise lo Stato senese in due province. La provincia inferiore aveva capo a Grosseto ed era a sua volta suddivisa in quattro capitanati, Grosseto, Arcidosso, Sovana e Massa. Negli anni tra il 1770 e il 1790 furono bonificate le aree del padule di Ghirlanda, di quello delle Venelle, del Pozzaione e dell'Aronna. Leopoldo II di Lorena, nel XIX secolo, continuò le opere di miglioramento ambientale e di sviluppo economico: furono riaperte le miniere di lignite di Montebamboli, e di allume di Montioni, che restituirono a Massa il ruolo di città mineraria. Il Granduca dette nuovo impulso alle ferriere di Valpiana e rese Follonica città della ghisa.
Massa partecipò attivamente ai moti risorgimentali che portarono all'unità d'Italia. Garibaldi stesso passò per Massa Marittima, di cui in seguito divenne cittadino onorario, e furono proprio alcuni giovani massetani, i fratelli Lapini, tra gli altri, ad aiutarlo a raggiungere Cala Martina per imbarcarsi verso Portovenere nel settembre 1849. Nel 1923 la città di Follonica, da sempre frazione di Massa Marittima, si costituì comune autonomo. Sul finire della seconda guerra mondiale, infine, si registrano a Massa episodi di lotte partigiane e un forte impegno nella Resistenza, nonché dolorose tragedie umane: si ricordano l'eccidio degli ottantatré minatori di Niccioleta (13 giugno 1944) e il barbaro omicidio di Norma Pratelli Parenti, eroina della Resistenza e medaglia d'oro al valore militare (22 giugno 1944).
Nel dopoguerra Massa Marittima si consolidò centro minerario, finché nel 1994 non chiuse l'ultima miniera. La città vive principalmente di turismo, grazie alla presenza di numerose opere d'arte e alla valorizzazione degli antichi mestieri, legati principalmente alle miniere.

### Simboli
Lo stemma di Massa Marittima è costituito da uno scudo sannitico di color rosso su cui è presente un leone rampante dorato. In alto è situato un rastrello rosso tra gigli blu, attribuito ad una concessione dell'imperatore Carlo IV in visita alla città. Lo scudo è timbrato da una corona di città. Lo stemma ha la seguente blasonatura ufficiale: «di rosso al leone d'oro; al capo d'Angiò».
Fu istituito per la prima volta nel 1225 in seguito al raggiungimento della piena autonomia di libero comune. Il colore rosso denotava la forte identità ghibellina dei propri abitanti.
Il gonfalone è un drappo di rosso.

### Onorificenze
Massa Marittima è tra le città decorate al valor militare per la guerra di liberazione, insignita della medaglia d'argento al valor militare per i sacrifici delle sue popolazioni e per l'attività nella lotta partigiana durante la seconda guerra mondiale:

## Monumenti e luoghi d'interesse

### Architetture religiose

La cattedrale

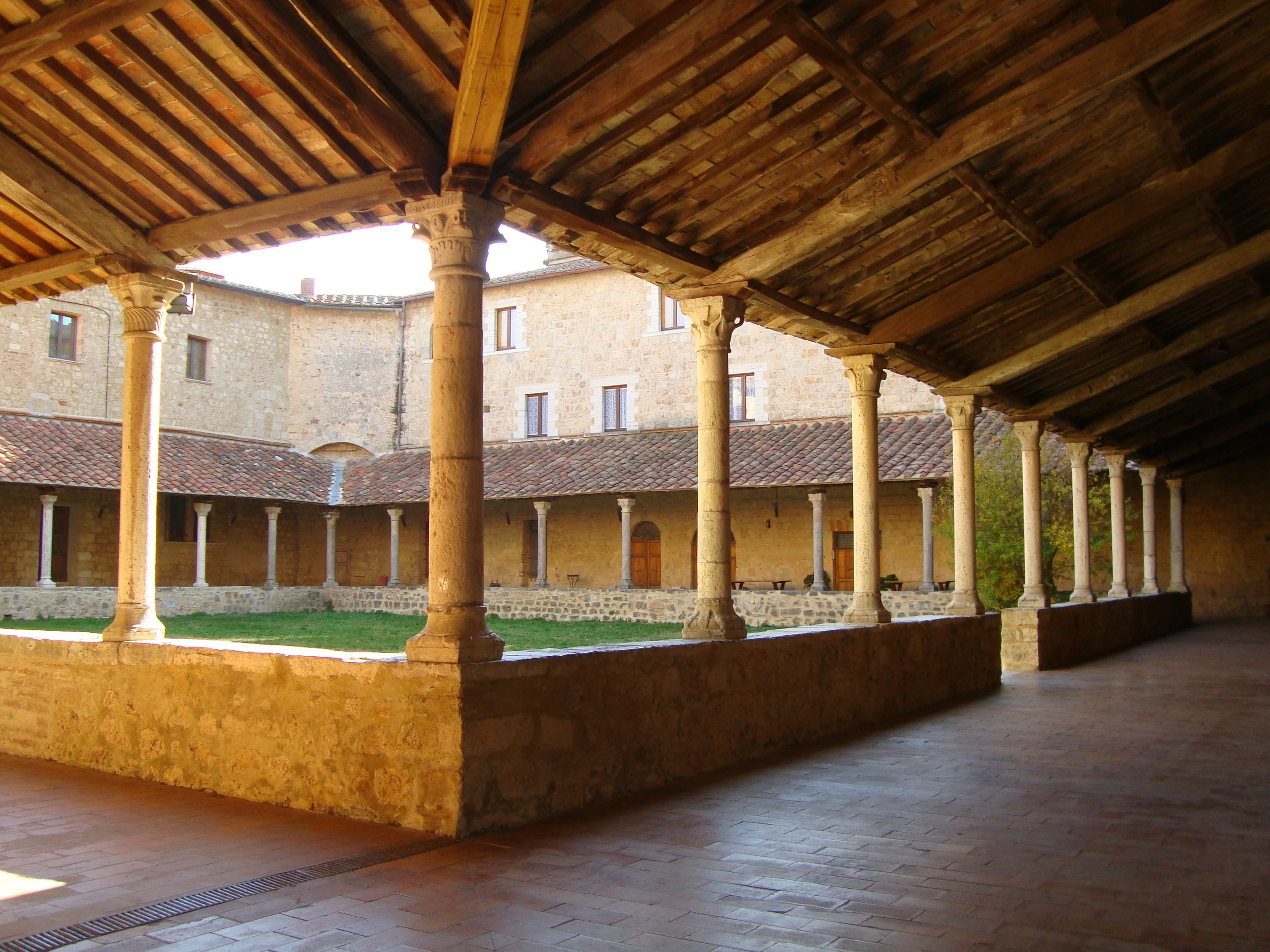
Chiostro del convento di San Pietro all'Orto

#### Chiese parrocchiali
- Cattedrale di San Cerbone, risalente alla metà del XII secolo, è il principale edificio religioso delle Colline Metallifere, sede della storica diocesi erede di Populonia che da Massa Marittima si estende sino a Piombino e all'isola d'Elba. Rappresenta uno dei più importanti monumenti di architettura romanica della Maremma e della Toscana. All'interno, tra le numerose opere, molte delle quali oggi ospitate presso il Museo di arte sacra di Massa Marittima, si segnalano una fonte battesimale di Giroldo da Como del XV secolo e una Madonna con Bambino di Duccio di Buoninsegna. La parrocchia di San Cerbone conta circa 3 940 abitanti.[14]
- Chiesa e convento di San Pietro all'Orto, edificio risalente al 1197, tra le più antiche chiese di Massa Marittima, nella prima metà del XIII secolo viene utilizzata come cattedrale. Nel 1273 passa all'ordine degli Agostiniani che vi realizzarono il convento. Nel 1312, in seguito all'edificazione dell'adiacente chiesa di Sant'Agostino, diviene oratorio e in seguito fu inglobata dal convento. Nell'Ottocento passò di proprietà al comune e venne adibita a scuola.[15] Oggi la chiesa ospita la sede del Terziere di Città Nuova e il museo degli organi Santa Cecilia, mentre nel convento è stato allestito il museo di arte sacra con il centro espositivo di arte contemporanea Angiolino Martini. La parrocchia di San Pietro all'Orto conta circa 3 620 abitanti.[16]
- Chiesa di Santa Barbara, edificio parrocchiale della frazione di Niccioleta, realizzato in epoca recente nel villaggio dei minatori. La parrocchia di Niccioleta conta circa 440 abitanti.[17]
- Pieve di Santa Maria Assunta, chiesa parrocchiale della frazione di Prata, se ne hanno notizie sin dall'XI secolo ed ha subito delle ristrutturazioni settecentesche. La parrocchia di Prata conta circa 670 abitanti.[18]
- Pieve di Santa Maria Assunta, chiesa parrocchiale della frazione di Tatti, di origine medievale, è stata ristrutturata nell'Ottocento in gusto neoclassico. La parrocchia di Tatti conta circa 350 abitanti.[19]
- Chiesa di Cristo Re, chiesa parrocchiale della frazione di Valpiana, inizialmente intitolata alla Santissima Annunziata, risale ai primi anni del XVIII secolo e presenta una semplice facciata con oculo ovoidale e un piccolo campanile a vela con volute. La parrocchia di Valpiana conta circa 1 115 abitanti.[20]

#### Chiese minori
- Chiesa di Sant'Agostino, costruita in stile gotico nel 1299, fu terminata nel secondo decennio del XIV secolo, ereditando la parrocchia dell'adiacente San Pietro all'Orto. Ulteriori aggiunte furono apportate negli anni 1348-52 dai maestri senesi Stefano di Meo e Gualtiero di maestro Sozzo. All'interno presenta una vasta navata con archi acuti trasversali a sostegno della copertura lignea. Sulla sinistra si sviluppano il chiostro, realizzato nel 1410, e il campanile del 1527. Tra le opere custodite nella chiesa si segnalano dipinti barocchi come la Visione di san Guglielmo di Antonio Nasini, un'Annunciazione di Jacopo Chimenti (1614), la Fuga in Egitto di Lorenzo Lippi, una Madonna con Bambino e santi e una Visitazione di Rutilio Manetti. Qui inoltre è stata ritrovata nel 1867 la Maestà di Ambrogio Lorenzetti, dipinta inizialmente per la chiesa di San Pietro all'Orto e oggi conservata nel Museo di arte sacra.[21]
- Chiesa e convento di San Francesco, risalente al XIII secolo e in stile gotico, fu in seguito divisa dal resto della città dopo la costruzione delle mura senesi nel XIV secolo. Originariamente più voluminosa, la chiesa con annesso convento fu accorciata per la prima volta nel Trecento, dato la cedevolezza del terreno, e successive riduzioni furono effettuate nel 1441, nel 1529, nel 1760 e infine nel 1878. Un restauro del 1992 ha ripristinato l'aspetto della parte absidale con cappelle laterali.[22] Il convento fu soppresso nel 1782 e trasformato in seminario vescovile: all'inizio del XIX secolo fu anche per un breve periodo adibito a scuola elementare, in seguito alla chiusura temporanea del seminario riaperto poi nel 1833.[23]
- Chiesa di San Michele, chiesa oggi sconsacrata realizzata nel 1835 sul luogo della demolita chiesa di San Lorenzo, dal 1856 fu sede della Confraternita della Misericordia. Nel 1955 subì una ristrutturazione e una trasformazione interna a due piani: in uno di essi è stata ospitata sino al 2008 la biblioteca comunale. Presenta la facciata di forme neoclassiche in blocchi squadrati di travertino.[24]
- Chiesa di San Rocco, edificio di origine quattrocentesca, è stata presto sconsacrata e rimasta per secoli in stato d'abbandono. È stata restaurata negli anni settanta del Novecento e oggi ospita la sede del Terziere di Borgo. Presenta una struttura quadrangolare con facciata a capanna e un campaniletto a vela.[25]
- Chiesa di Santa Chiara, chiesa ottocentesca situata annessa all'Istituto Santa Chiara nei pressi della Torre del Candeliere, presenta lineamenti neoclassici.
- Chiesa della Madonna di Fatima, piccolo edificio di culto situato in via Risorgimento, si tratta di una struttura di architettura contemporanea.[26]
- Chiesa di San Sebastiano della Misericordia, situata poco fuori dal paese di Prata, fu edificata nel XIX secolo a navata unica, con facciata di ispirazione neoclassica.
- Chiesa della Santissima Annunziata, situata a Tatti, è di origine medievale, con considerevoli ristrutturazioni avvenute negli anni cinquanta del Novecento.
- Chiesa di San Sebastiano, situata a Tatti, presenta una facciata a vento del secolo XVIII e l'interno a una sola navata con presbiterio rialzato.

Tra le numerose chiese del territorio comunale si ricordano anche la chiesa dei Santi Francesco e Lodovico a Montebamboli, le chiese delle località di Cura Nuova e della Pesta, i ruderi della pieve di Perolla, la chiesa di San Benedetto a Massa Vecchia, la chiesa della Madonna del Buonconsiglio al Padule, l'oratorio della Santissima Annunziata a Pian dei Mucini e la chiesa di Santa Maria Maddalena a Montarsenti.

#### Conventi
- Convento delle Clarisse, risalente al XIII secolo come monastero benedettino, passò all'ordine di Santa Chiara finché le clarisse non lo abbandonarono una prima volta nel XVI secolo per le pessime condizioni dello stabile e infine nuovamente nel 1866 con l'abolizione delle congregazioni religiose. La struttura subì ristrutturazioni e ampliamenti nel 1608. Ospitò per un breve periodo a partire dal 1867 il museo civico e la biblioteca, quest'ultima ritornata definitivamente nel vecchio convento nel 2008. Un monastero dedicato a santa Chiara risultava esistere in epoca antecedente alla costruzione di questo nella località Vetreta nei pressi di Massa Vecchia.[27]
- Convento di San Bernardino, situato nella località di Vetreta poco fuori da Massa Marittima, risale al 1441 e fu costruito dai massetani in ricordo del santo Bernardino Albizzeschi. Il convento fu affidato ai Minori osservanti, definitivamente soppresso nel 1784 e rimasto per anni in stato di abbandono. Attualmente vi ha sede una comunità di recupero di tossicodipendenti.
- Convento di Monte Pozzali

#### Cappelle
- Cappella di Santa Maria al Poggio, situata nei pressi del cimitero comunale in viale Martiri di Niccioleta, è citata nel 1676 e nel XIX come possedimento dalla Confraternita di Misericordia. Originaria tuttavia del XV secolo, non rimane niente dell'antico nucleo medievale.[28]
- Cappella di San Bernardino a Marsiliana
- Cappella di Sant'Antonio abate a Perolla
- Cappella dell'Ascensione al Gabellino

#### Edifici sacri scomparsi
- Chiesa di San Giorgio a Prata: scomparsa
- Chiesa di Santa Cristina, presso Prata: scomparsa
- Pieve di Santa Maria a Tatti: scomparsa
- Chiesa di San Michele a Tatti: scomparsa
- Oratorio della Madonna del Carmine a Tatti: scomparso

### Architetture civili

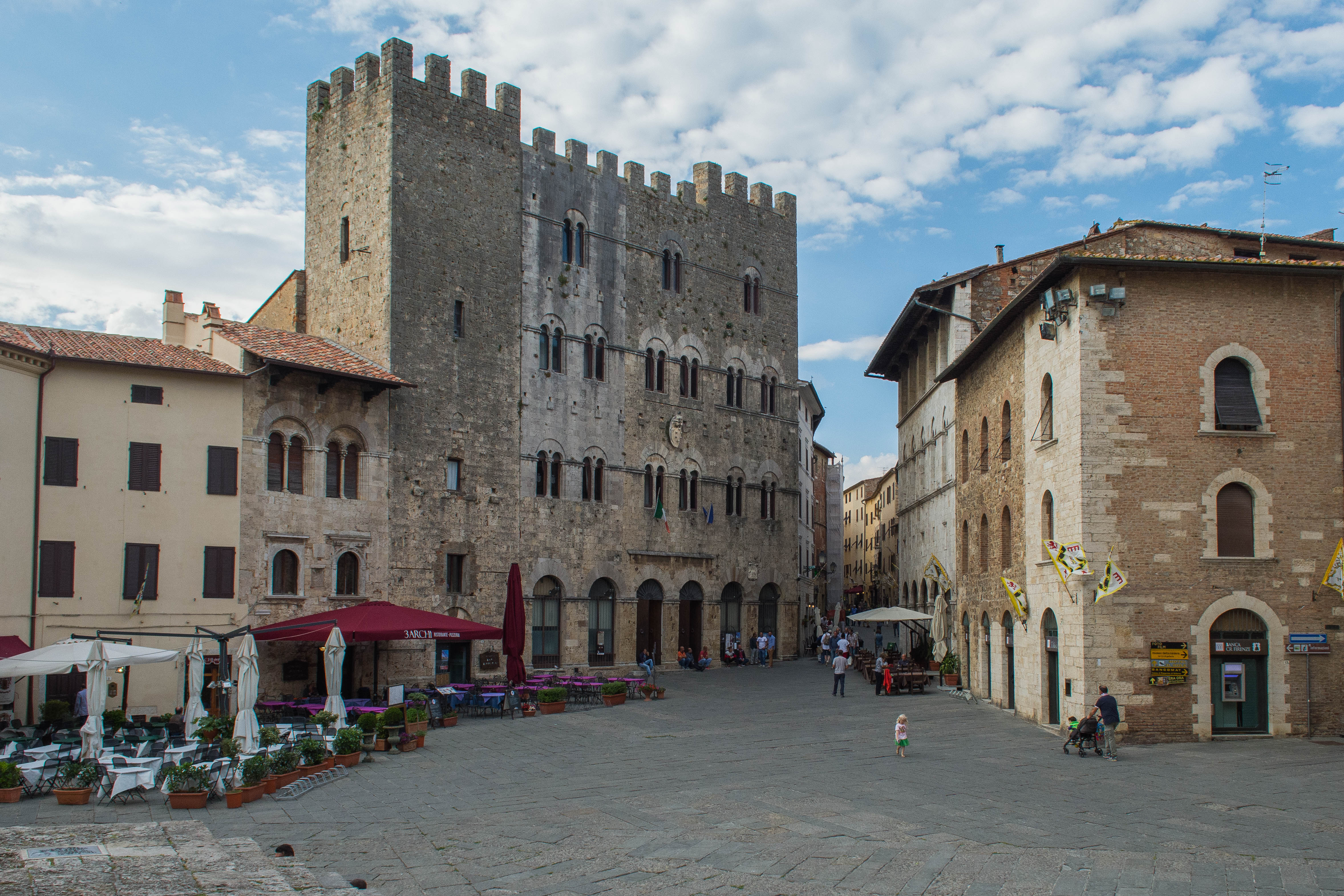
Palazzo Comunale

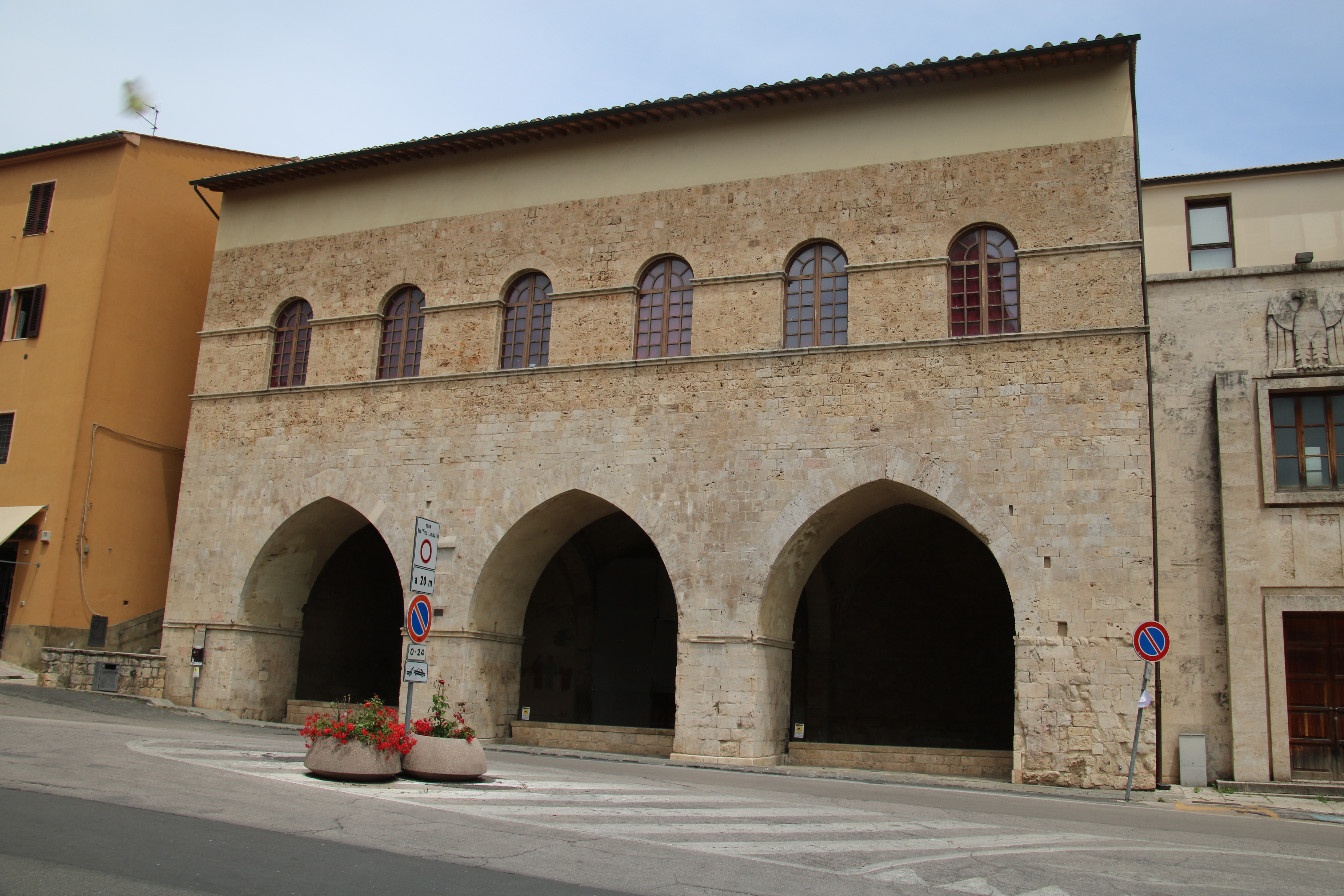
Palazzo dell'Abbondanza

- Palazzo Comunale, imponente struttura in travertino che troneggia sulla piazza Garibaldi, è composto dall'unione di due case torri costruite in epoche diverse: la Torre del Bargello, su vicolo Massaini, che risale al XIII secolo, la seconda è del 1334 e originariamente era più bassa di come la vediamo oggi. Il corpo centrale che unisce le due torri è del secolo XIV, in stile gotico. All'interno è situata la cappella dei Priori, risalente al 1525 e affrescata da Bartolomeo Neroni, detto il Riccio, con storie prese dalla Genesi.[29] La facciata è composta da tre serie di bifore e al centro troneggia lo stemma mediceo, posto nel 1563.[30]
- Palazzo del Podestà, noto anche come Palazzo Pretorio, fu costruito intorno al 1225 per volere dei podestà di Massa Marittima, e successivamente fu residenza dei Commissari, dei Capitani di Giustizia e dei Regi Vicari. Si presenta come un imponente edificio a tre piani (piano terra più due piani superiori); la facciata è decorata da due file di bifore non in asse tra loro al primo e al secondo piano superiore, le prime dai profondi sguanci secondo uno stile lombardo, le seconde con una semplice modanatura. Tutta la facciata è inoltre pittorescamente costellata dagli stemmi dei podestà e dei capitani succedutisi a Massa, oltre che gli stemmi del Comune e di Siena.[31][32]
- Palazzina dei conti di Biserno, risalente al XIII secolo, fu residenza dei conti di Biserno. Originariamente l'edificio era più voluminoso, poiché nel 1330 il conte Boccio di Biserno vendette una parte dell'edificio al comune e dette così origine al primo nucleo del Palazzo Comunale che sarebbe stato costruito interamente alcuni anni dopo. Dopo la caduta della Repubblica massetana, nella seconda metà del XIV secolo il palazzo divenne la residenza del vescovo di Massa Marittima, qui trasferitosi dalla rocca di Monteregio presa dai senesi. Nell'Ottocento l'intero palazzo fu restaurato dall'architetto Lorenzo Porciatti.[33]
- Palazzo Malfatti, risalente al XIII secolo, precedentemente era noto come Palazzo Pannocchieschi, in quanto fu fatto costruire dalla potente famiglia Pannocchieschi. Nel XVIII secolo divenne proprietà dei Malfatti, che lo ampliarono e lo ristrutturarono. Le caratteristiche Logge del Comune, che si aprono al pian terreno sulla piazza, coeve alla costruzione del palazzo, furono demolite nel 1863 perché pericolanti e ricostruite allo stesso modo nel 1902. Un affresco del 1627 rappresentante la Madonna con i santi sul muro interno del loggiato.[34][35] Oggi il Palazzo Malfatti è stato trasformato in una lussuosa residenza d'epoca. All'interno del palazzo inoltre esiste un antico Tempio della Massoneria completamente affrescato, sede storica di due Logge del Grande Oriente d'Italia: la Loggia "Vetulonia" del 1875 e la Loggia "Niccola Guerrazzi" del 1967.
- Palazzo Vescovile, risalente al Medioevo, era la residenza del Vicario, poi Casa dell'Opera di San Cerbone e infine residenza del vescovo dal 1603. Alla fine dell'Ottocento fu ristrutturato e infine nel 1913 subì un restauro che modificò radicalmente la struttura compromettendone l'aspetto originale.[36]
- Palazzo Bandini, situato alle spalle del Palazzo del Podestà, l'edificio risale al XII secolo, anche se la struttura è stata modificata nel corso dei secoli. Presenta una facciata con due grandi archi in pietra.[37] Il palazzo ha assunto questa denominazione in quanto residenza, tra il Seicento e il Settecento, del politico ed economista Sallustio Bandini.
- Palazzo Pannocchieschi, poi Biagioli, risale alla metà del XIII secolo e fu proprietà dei conti Pannocchieschi. L'edificio è stato più volte modificato e rimaneggiato nel XIV e nel XV secolo, ed ha ricevuto un restauro completo nell'Ottocento. Il palazzo è costituito da tre corpi: quello principale, con la facciata caratterizzata dalla presenza delle quattro bifore, la torre gentilizia e un annesso.[38]
- Palazzo Albizzeschi, risalente al XIV secolo, era la residenza della famiglia Abizzeschi. Nel 1380 qui nacque il santo Bernardino degli Albizzeschi, poi noto impropriamente come san Bernardino da Siena. Nel 1516, l'abitazione fu modificata e adibita a convento: al suo interno fu costruita una cappella che conservava le reliquie del santo. Infine, nell'Ottocento, l'edificio fu modificato e restaurato nuovamente per ritornare alla sua funzione abitativa. Sopra al portone principale è situata una lapide in ricordo di san Bernardino.[39]
- Palazzo dell'Abbondanza, nell'attuale via Ximenes, antichi magazzini e granai a tre archi a sesto acuto la cui costruzione iniziò nel 1265 con le fonti pubbliche, dette infatti Fonti dell'Abbondanza. I magazzini rimasero in uso fino al 1778 e successivamente la struttura fu adibita a teatro: il Teatro, e poi anche Cinema, Goldoni.[40] Nel 2001 fu indetto un concorso nazionale per trasformare il palazzo in sala congressi, vinto dal gruppo di architetti CMT, che tra il 2005 e il 2007 restaurarono l'edificio realizzando un'opera di architettura contemporanea integrata al tessuto medievale.[41][42] Nel 1999 è stato portato alla luce un affresco nella parete interna delle fonti (sotto l'arcata sinistra), l'albero della fecondità, che rappresenta un albero dalle cui fronde cadono frutti a forma fallica raccolti da vivaci donne che se ne contendono il possesso.
- Palazzo Guelfi-Niccolini, situato presso la porta del Salnitro, era la vecchia sede della Casa di Misericordia, uno dei due spedali della città ai tempi della Repubblica. Sulla facciata è stata conservata una lastra in travertino con la lettera M.[43]
- Palazzina della Zecca, così chiamato perché dal 1317 fu utilizzato per coniare il grosso, la moneta della Repubblica di Massa.[44] Successivamente, con la caduta della Repubblica, l'edificio divenne proprietà dai conti Della Gherardesca e nel 1401 passò alla diocesi.[24] Oggi la palazzina ospita la sede della Società dei Terzieri Massetani.
- Palazzetto delle Armi, costruito nel 1443 dal maestro lombardo Jacopo, costituiva il vecchio magazzino delle armi del Comune di Massa. L'edificio si presenta con un doppio ordine di finestre a tutto sesto e un loggiato con archi in filaretto di pietra.[45]
- Palazzo dell'Istituto Santa Chiara, edificio completamente ristrutturato nell'Ottocento, ma di stampo precedente, ospitò dal 1866 le suore clarisse esuli dall'ex convento dopo la soppressione delle corporazioni religiose. Annessa vi è la chiesa di Santa Chiara.
- Palazzo Littorio, ex casa del fascio, situato all'ingresso del centro storico in via Ximenes, è un esempio di architettura fascista, imponente e imperiale, con tanto di aquila scolpita sulla porta principale. L'edificio è stato realizzato tra il 1939 e il 1942 su progetto di Enrico Del Debbio, che era andato ad aggiornare un precedente disegno del 1935 dell'ingegner Montoni.[46]
- Palazzo dell'Istituto Giovanni Falusi, situato in via Pizzetti, fu costruito tra il 1997 e il 1998 e inaugurato nel dicembre 1999. Il moderno edificio sostituisce il vecchio ricovero di mendicità "Giovanni Falusi" inaugurato il 5 gennaio 1895 al secondo piano dell'ospedale Sant'Andrea, allora ospitato nel castello di Monteregio, e voluto fortemente da Giovanni Falusi. Nell'atrio è situato un busto marmoreo del Falusi, opera del pisano Giovanni Topi, precedentemente situato nella vecchia sede.[47][48]
- Casa Billi, edificio situato in via Norma Parenti, nel terziere di Borgo, si tratta di una casa torre del XIII secolo.
- Casa Fedi, edificio situato in via Norma Parenti, nel terziere di Borgo, si tratta di una casa torre del XIV secolo.
- Ospedale Sant'Andrea, moderna struttura ospedaliera dell'Azienda USL Toscana sud-est. Finito di costruire nel 1977, lo stabilimento ospedaliero ha subito delle ristrutturazioni consistenti tra il 2007 e il 2013. Prima della sua costruzione, l'ospedale aveva sede dal 1744 presso il castello di Monteregio, e prima ancora, in epoca medievale, presso la porta San Rocco e presso il palazzo Guelfi-Niccolini alla porta del Salnitro.
- Fonti della Bufalona, antiche fonti pubbliche poste extra moenia risalenti al XIII secolo, erano state costruite a servizio delle popolazioni di Massa Vecchia. L'attuale aspetto è dovuto ad alcune ristrutturazioni ottocentesche, così come la costruzione degli adiacenti lavatoi.[49] L'edificio è ricordato per la sosta che vi fece Garibaldi il 2 settembre 1849.
- Molinpresso, mulino fortificato medievale situato ai piedi del colle di Massa Marittima, fu costruito nel 1314, come riporta un'epigrafe su uno degli archi a sesto acuto insieme al nome del capitano del popolo che lo fece realizzare, Tollo degli Albizzeschi.[50][51]
- Palazzo dei Ministri a Valpiana, costruito in seguito al 1587 per ospitare gli amministratori (ministri) dei forni fusori del polo metallurgico di Valpiana. Si presenta come un grosso edificio a due piani di forma trapezoidale, con la facciata dominata da un grande stemma mediceo con corona in ferro.
- Mulino Badii a Ghirlanda, complesso architettonico nato nel 1857 per volere di Giuseppe Petrocchi, fu acquistato nel 1918 da Mazzini Badii insieme all'ingegnere Hanpt, che lo trasformò nel Mulino Pastificio di Ghirlanda. Il complesso è interessante perché è formato da diverse strutture che testimoniano differenti stili artistici e architettonici: negli anni 1924 e 1925 al vecchio casolare ottocentesco fu aggiunto un fabbricato pregevolmente decorato in stile liberty con tanto di torre con orologio, e nel 1940 fu aggiunto un ulteriore edificio in architettura fascista. Oggi il Mulino Badii versa in stato di abbandono.[52]
- Stazione ferroviaria di Ghirlanda, costruita nel 1909 come capolinea nord della ferrovia Massa Marittima-Follonica, è stata chiusa nel 1944, completamente dismessa negli anni successivi e in seguito adibita ad uso abitativo, ma mantiene ancora i propri lineamenti particolari in stile liberty.

### Architetture militari

#### Cinte murarie
- Mura di Massa Marittima: una prima cinta muraria risale al XII secolo, anche se interventi consistenti di ampliamento sono stati effettuati a più riprese dai Senesi durante il XIV secolo, periodo della costruzione del Cassero. Lungo le mura si aprono sette porte: partendo da sud in senso antiorario, Porta al Salnitro, Porta dell'Abbondanza o Porta alle Formiche, Porta Eleonora, Porta alle Silici, Porta San Francesco, Porta San Rocco, Porta San Bernardino.
- Mura di Tatti, già esistenti nel IX secolo, nel corso del Duecento vennero nuovamente fortificate dai conti Aldobrandeschi con l'edificazione della Rocca aldobrandesca. Successive trasformazioni furono effettuate nel XIV secolo dai conti Pannocchieschi e successivamente dai Senesi. Si accede al borgo tramite una porta ad arco tondo risalente al periodo medievale.

#### Castelli e fortificazioni
- Castello di Monteregio, costruito dagli Aldobrandeschi nel IX secolo, fu il primo edificio del centro storico di Massa Marittima. Divenne nel corso dei secoli prima residenza del vescovo, poi dei funzionari del Comune, e infine andò incontro ad anni di declino e abbandono, finché solo nel 1744 i Lorena vi trasferirono l'ospedale. Con la costruzione della moderna struttura ospedaliera (1977), il castello ha ospitato fino al 1999 la casa di riposo Giovanni Falusi.
- Cassero Senese di Massa Marittima, fortezza senese situata nel terziere di Città Nuova, fu commissionata al maestro Agnolo di Ventura e completata il 19 febbraio 1337. Ciò che ne rimane è oggi visitabile insieme alla Torre del Candeliere.
- Torre del Candeliere, fortezza dei massetani costruita nel 1228 sotto la podesteria del pisano Tedice Malabarba per inaugurare l'espansione della città al di fuori della Città Vecchia e del Borgo. Conosciuta anche come Torre dell'Orologio, è attualmente visitabile insieme al Cassero Senese.
- Castello di Marsiliana, antico castello degli Aldobrandeschi con tanto di cappella gentilizia intitolata a san Bernardino, si presenta oggi sotto forma di ruderi.[53]
- Castello di Montepozzali, detto anche Castel Diruto, antico castello dei Pannocchieschi risalente all'XI secolo e ancora attestato in un documento del 1315, ne restano oggi visibili i ruderi.[54]
- Castello di Perolla, maniero altomedievale della famiglia Pannocchieschi, con tanto di corte e importante pieve parrocchiale, andò incontro all'incuria e al definito abbandono. Oggi si presenta come un piccolo borgo, edificato sui ruderi dell'antica fortificazione, con cappella frutto di ristrutturazioni ottocentesche intitolata a sant'Antonio abate.[55]
- Castello di Rocchette Pannocchieschi, situato nei boschi del territorio settentrionale del comune, in direzione di Monterotondo Marittimo, si trattava di un importante "castello minerario" posto su un poggio sul bordo di quattro miniere (rame, piombo e argento), antecedente al XII secolo e con chiesetta intitolata a sant'Andrea. Il borgo fortificato fu abbandonato negli anni antecedenti il 1443 e oggi si presenta sotto forma di ruderi, riportati alla luce durante campagne archeologiche tra il 1992 e il 2000.[56]
- Castello di Tricase, o Tricasi, antichissimo castello nei dintorni di Montebamboli, già citato in una pergamena del 754, ne rimangono oggi dei ruderi: sono visibili tracce del perimetro murario e di alcuni ambienti interni.[57]
- Cassero Senese di Prata, documentato fin dall'XI secolo. Oggi è possibile vederne la struttura, risalente agli anni tra il XIII e il XIV secolo, inglobata all'interno di alcune abitazioni del centro storico della frazione.
- Rocca aldobrandesca di Tatti, documentata a partire dall'XI secolo. Ciò che ne resta sovrasta oggi il caratteristico borgo medievale.

### Altro
- Monumento a Giuseppe Garibaldi, realizzato dallo scultore Ettore Ferrari e inaugurato in piazza Garibaldi il 2 giugno 1904, è oggi situato nel parco della Rimembranza di fronte al convento delle Clarisse, dove è stato spostato nel 1938.[58]
- Monumento ai caduti, inaugurato nel 1964 nel parco di Poggio, s tratta di un'opera in marmo, scolpita da Nardo Dunchi, che commemora i caduti massetani e soprattutto le vittime della strage di Niccioleta del giugno 1944.[59]
- Lapide a Felice Cavallotti, dedicata al celebre patriota italiano, è stata posta nel 1904 sul tratto di cinta muraria esterna al convento di San Francesco in via Verdi.
- Monumento di Niccioleta, a ricordo dei deceduti nella strage del 1944, è composto da una base e da un pilastro in marmo. Sulla base una lapide riporta i nomi di tutti coloro che sono morti a Niccioleta e a Castelnuovo Val di Cecina, mentre l'iscrizione sul pilastro recita: «il fiore de la vita/è qui reciso/ma il vostro sangue/è la certezza/di un amor infinito./Massimo Lippi/13-14.06.1944/13-14.06.2004».
- Monumento del Ponte di Riotorto, situato lungo la strada provinciale ai piedi della collina di Niccioleta, è composto da due cippi in pietra a ricordo di Gino Tamburini, partigiano della 23ª Brigata Garibaldi, ucciso dai tedeschi il 10 giugno 1944. Poco distante il cippo a Vanda Panichi, assassinata nello stesso frangente.

### Siti archeologici
- Area archeologica del lago dell'Accesa: presso il lago, in località La Pesta, sono stati rinvenuti a partire dal 1980 i resti di un insediamento etrusco suddiviso in cinque quartieri (denominati con le lettere A, B, C, D, E), ognuno di essi costituito da un'area abitativa e da una necropoli. Nel giugno 2001 è stato istituito il Parco archeologico del Lago dell'Accesa.[60]
- Poggio Castiglione: collina su cui sono stati ritrovati i resti di un insediamento etrusco abitato dalla fine del IV secolo agli inizi del III secolo a.C., grazie ad una serie di scavi sistematici portati avanti dalla Soprintendenza per i beni archeologici della Toscana dal 1983. Poggio Castiglione è stato per anni il luogo in cui si credeva sorgesse l'antica città di Vetulonia.[61]

### Aree naturali
- Lago dell'Accesa, bacino lacustre di origine carsica, è il luogo dove nasce il fiume Bruna. Sito di interesse regionale e comunitario, è molto frequentato nella stagione estiva per la possibilità di balneazione e per l'interesse archeologico dell'area circostante.
- Riserva naturale Marsiliana, area protetta istituita nel 1980, occupa una superficie di circa 443 ettari nell'area occidentale del territorio comunale. Prende il nome dell'omonima località, dove un tempo era localizzato un borgo con castello, oggi ridotto a ruderi.
- Parco interprovinciale di Montioni, area naturale protetta di competenza delle province di Grosseto e Livorno, occupa in minima parte alcune aree del comune di Massa Marittima.

## Società

### Evoluzione demografica
Abitanti censiti

### Distribuzione degli abitanti
| Frazioni                    | Abitanti (2011) | Altitudine |
| --------------------------- | --------------- | ---------- |
| Massa Marittima (capoluogo) | 5 707           | 380        |
| Prata                       | 584             | 620        |
| Valpiana                    | 499             | 145        |
| Ghirlanda                   | 213             | 274        |
| Tatti                       | 209             | 412        |
| Niccioleta                  | 197             | 460        |
| Altre località              | 1 205           | -          |

### Etnie e minoranze straniere
Secondo i dati ISTAT al 31 dicembre 2009 la popolazione straniera residente era di 836 persone. Le nazionalità maggiormente rappresentate in base alla loro percentuale sul totale della popolazione residente erano:
- Macedonia del Nord, 196 - 2,22%
- Romania, 152 - 1,72%
- Albania, 88 - 1,00%

### Religione
La città è sede della diocesi di Massa Marittima-Piombino. Erede dell'antica diocesi di Populonia, ha assunto l'attuale denominazione negli anni settanta del XX secolo, con l'esponenziale crescita economica e demografica della città di Piombino.

### Tradizioni e folclore
- Balestro del Girifalco: storica manifestazione di elevata importanza culturale, si tiene due volte l'anno in piazza Garibaldi, la quarta domenica di maggio e la seconda domenica di agosto, e risale al periodo in cui Massa fu libero comune: le prime testimonianze di tale pratica sono del XIV secolo. Si tratta di una gara a colpi di balestra in cui si sfidano ventiquattro tiratori, otto per ciascuno degli antichi terzieri: Cittanuova (colori bianco e rosso), Cittavecchia (colori bianco e nero) e Borgo (colori giallo e blu).[64]
- Festa di San Cerbone: festa patronale di Massa Marittima, si festeggia ogni anno il 10 ottobre. Inizia con la rassegna medievale in costume da piazza Cavour fino a piazza Garibaldi e si conclude con la messa e la cerimonia liturgica del cero e del censo presso la cattedrale.[65]
- Festa di Santa Barbara: festa patronale della frazione di Niccioleta, borgo di tradizione mineraria, si svolge ogni 4 dicembre. Santa Barbara è infatti la protettrice degli artiglieri e dei minatori, e veniva venerata per scongiurare i pericoli della miniera. Nonostante la chiusura dell'ultima miniera, Campiano, negli anni tra il 1992 e il 1994, ancora oggi tale ricorrenza è celebrata.[66]
- Festa della Madonna del Canale: ricorrenza della frazione di Prata che si festeggia ogni lunedì di Pentecoste presso l'Oratorio della Madonna alla Fonte Vecchia, ad un chilometro di distanza dal paese. Secondo la leggenda la Madonna apparve in questo luogo e per ricordare tale evento fu realizzata un'edicola votiva con un affresco raffigurante la Vergine (1680); quando l'edicola si deteriorò, l'affresco fu riprodotto su una tela spostata nella chiesa di Prata, ma per due volte scomparve e riapparve presso la fonte. Fu visto come un segno divino e qui venne realizzato l'oratorio che vediamo oggi: la popolazione di Prata, da allora, in segno simbolico riporta la tela in questione dal paese all'oratorio con una solenne processione ogni tre anni.[67]
- Fiera di Ghirlanda: fiera che si tiene ogni anno il 1º settembre presso la frazione di Ghirlanda, ha una grande eco nel territorio delle Colline metallifere. Si tratta di una rassegna agrozootecnica, erede della tradizionale mostra mercato del bestiame sopravvissuta fino ad oggi e modernizzata.[68]
- Le maggiolate: tradizionale festa della Maremma celebrata tra il 30 aprile e il 1º maggio, prevedeva feste e banchetti nelle vie dei borghi con musiche, canti e recitazione di poesie estemporanee in ottava rima.[69]

### Istituzioni, enti e associazioni
- Ospedale Sant'Andrea, struttura ospedaliera dell'Azienda USL 9 di Grosseto, presidio di zona per la Zona-Distretto 1 Colline Metallifere e struttura di riferimento per i comuni di Massa Marittima, Follonica, Gavorrano, Monterotondo Marittimo, Montieri e Scarlino. Tra i reparti presenti si segnalano quelli di pneumologia, chirurgia generale, ortopedia, radiologia, oltre all'area materno-infantile e al pronto soccorso recentemente rinnovato. Si tratta di una struttura importante per l'azienda data la sua collocazione strategica in una zona lontana dal capoluogo.
- Massa Marittima costituisce il capoluogo dell'Unione di comuni montana Colline Metallifere.

## Cultura

### Istruzione

#### Biblioteche
- Biblioteca Gaetano Badii, dedicata all'importante storico locale, fondata nel 1867 unitamente al museo civico e ospitata dal 2008 all'interno del convento delle Clarisse. La biblioteca dispone di un patrimonio librario di circa 30 000 volumi.[70]

#### Musei
I seguenti musei fanno parte della rete provinciale Musei di Maremma:
- Antica falegnameria
- Antico frantoio
- Complesso museale di San Pietro all'Orto: Museo di arte sacra e Collezione d'arte contemporanea
- Museo archeologico di Massa Marittima
- Museo degli organi Santa Cecilia
- Museo della miniera
- Torre del Candeliere e Cassero Senese
- Parco archeologico del Lago dell'Accesa, in località La Pesta.
- Aquarium Mondo Marino, nella frazione di Valpiana.

Sono inoltre presenti anche una mostra sul Risorgimento massetano, ospitata all'interno del museo archeologico; la mostra sulla Resistenza nelle Colline metallifere; e infine il Parco dei pozzini minerari nella valle dello Stregaio lungo la strada che porta a Monterotondo Marittimo.
Inoltre:
- Parco tecnologico e archeologico delle Colline Metallifere grossetane, che comprende anche i comuni di Follonica, Gavorrano, Monterotondo Marittimo, Montieri, Roccastrada e Scarlino.[72] Le cosiddette "porte del parco", punti di ingresso ideale all'interno del territorio, con centro d'accoglienza e info-point per l'organizzazione di itinerari o visite guidate, sono ubicate presso il Museo archeologico in piazza Garibaldi e presso il Museo della miniera in via Corridoni.[73]

### Cucina
- Cavallucci di Massa Marittima
- Panforte di Massa Marittima
- Ricciarelli di Massa Marittima

Tutti e tre i dolci differiscono nei metodi di preparazione dai quelli più conosciuti di Siena.

### Cinema
- La visione del sabba, regia di Marco Bellocchio (1988)
- Graffio di tigre, regia di Alfredo Peyretti (2007)
- Italiani, regia di Łukasz Barczyk (2011): Montebamboli[74]
- La reina del sur, stagione 2 (2018)

## Geografia antropica

### Suddivisioni storiche
Il centro storico di Massa Marittima è tradizionalmente diviso in tre terzieri:
- Terziere di Città Vecchia, parte antica della città, qui si trova la piazza principale con la cattedrale, il corso, la sede del Comune e i principali edifici altomedievali. I suoi colori sono il bianco e il nero.
- Terziere di Borgo, terziere storicamente popolato da artigiani e abitanti della piccola borghesia, si snoda tra vicoli e stradelli lungo la tortuosa via Parenti. I suoi colori sono il giallo e il blu.
- Terziere di Città Nuova, parte alta del centro storico, fu iniziato ad essere costruito quando Massa divenne libero comune ed è caratterizzato dalla presenza di numerose chiese, dalla fortezza dei senesi e dalla Torre del Candeliere. I suoi colori sono il bianco e il rosso.

Oltre a queste suddivisioni del centro storico, riconosciute dalla comunità e regolamentate dall'associazione dei terzieri massetani, esistono aree urbane successive, nate dalla fine dell'Ottocento in poi, tra cui si ricordano la zona del Poggio, delle Monacelle e della Camilletta.

### Frazioni
- Ghirlanda, situata sulla Strada Provinciale 151, unica via di comunicazione tra Ribolla e il centro massetano, ha come elementi di spicco la ex stazione ferroviaria che collegava Massa Marittima e Follonica.
- Niccioleta, piccolo agglomerato nato come villaggio minerario. L'attività che dette vita al villaggio fu l'estrazione della pirite a partire dalla fine dell'Ottocento.
- Prata, borgo medievale situato a nord-est di Massa Marittima, dominato dall'antico cassero con le due torri. La Pieve di Santa Maria Assunta, edificata in epoca medievale, custodisce al suo interno una seicentesca Madonna del Rosario.
- Tatti, borgo medievale situato a sud-est di Massa Marittima, conserva la Rocca aldobrandesca, le antiche mura in pietra e alcuni edifici religiosi di origini medievali, tra cui la chiesa di San Sebastiano che custodisce al suo interno una statua lignea cinquecentesca, la chiesa di Santa Maria Assunta in stile neoclassico per un intervento di restauro ottocentesco e la chiesa della Santissima Annunziata completamente ricostruita nel secolo scorso.
- Valpiana, piccolo centro situato a metà strada tra Massa e la costa tirrenica, nacque nel XIV secolo come polo metallurgico di lavorazione del ferro proveniente dall'isola d'Elba. Con la nascita e l'evoluzione della moderna città di Follonica, cessò la lavorazione del metallo nella frazione.

### Altre località del territorio
Oltre alle frazioni principali, vi sono altre sette località che invece, secondo lo statuto, hanno il titolo di borgata.
- Accesa, piccolo centro abitato situato nelle vicinanze del Lago dell'Accesa, vi si trovano i Forni dell'Accesa, resti degli altiforni che testimoniano la passata attività siderurgica legata all'industria estrattiva.
- Capanne, piccolo centro situato tra le colline lungo la strada che collega Massa Marittima con il Lago dell'Accesa.

È noto per essere stato il luogo in cui aveva sede un'importante miniera di pirite.
Inoltre nei pressi del centro abitato si trova un'enorme discarica mineraria prodotta con gli scarti della produzione della pirite.
- La Pesta, situata nelle vicinanze del Lago dell'Accesa, qui si trovano numerosi resti archeologici risalenti alla civiltà etrusca, con un insediamento abitativo e numerose tombe.
- Cura Nuova, situata sulla strada regionale 439 Sarzanese-Valdera, a metà strada tra Massa Marittima e Follonica, è un minuscolo centro abitato con una piccola cappella (cura) fatta costruire da Leopoldo II di Lorena. Presso il podere Vado all'Arancio è stata rinvenuta nel 1955 la celebre statua-stele di Massa Marittima.
- Marsiliana, piccola località situata ad ovest di Massa Marittima dove sono stati rinvenuti i resti del castello della Marsiliana. Si trova all'interno della Riserva naturale Marsiliana.
- Montebamboli, situata tra le colline a nord-ovest di Massa Marittima, è nota per i banchi di lignite, posti lungo il torrente Riotorto, e coltivati dal 1839, anno in cui furono scoperti, fino al 1921. Nel 1871 vennero rinvenuti i primi resti fossili di una specie fino ad allora sconosciuta, cui venne dato il nome di Oreopiteco di Montebamboli (Oreopithecus bambolii).
- Perolla, situata ad est del centro comunale in direzione di Ribolla, si tratta di un piccolo borgo dove sono stati rinvenuti i resti del medievale castello di Perolla, appartenuto ai Pannocchieschi.

Altre località minori sono Castellaccia, Fenice, Massa Vecchia, Montepozzali, Pian dei Mucini, Rialla, Serrabottini e Vetreta.

## Economia

### Turismo
Massa Marittima è bandiera gialla dei Comuni Ciclabili assegnata dalla FIAB..

## Infrastrutture e trasporti

### Strade
- Strada regionale 439 Sarzanese Valdera, collega Pietrasanta con Follonica attraversando la città di Lucca, le Colline pisane e le Colline Metallifere. Attraversa il comune di Massa Marittima da nord a sud (Niccioleta, Ghirlanda, Massa Marittima, Valpiana e Cura Nuova).

### Ferrovie
Il comune di Massa Marittima era dotato di una ferrovia che collegava la città con Follonica, realizzata nel 1902, con trazione a vapore che effettuava sia servizio viaggiatori locale che servizio merci, soprattutto trasporto del minerale proveniente dalla miniera di Val d'Aspra. Nel giugno 1944, in seguito ad un bombardamento, la ferrovia fu chiusa e dismessa definitivamente nel 1967.
Le stazioni ferroviarie del comune di Massa Marittima poste lungo il tragitto erano: la stazione di Massa Marittima (capolinea nord situata nella frazione di Ghirlanda), la stazione di Schiantapetto, la stazione di Poggio Guardione, la stazione di Valpiana e la stazione di Cura Nuova (da cui partiva una diramazione per Roma).

## Amministrazione
Di seguito è presentata una tabella relativa alle amministrazioni che si sono succedute in questo comune.
| Periodo           | Periodo           | Primo cittadino       | Partito                                                       | Carica  | Note          |
| ----------------- | ----------------- | --------------------- | ------------------------------------------------------------- | ------- | ------------- |
| 1944              | 1945              | Ivo Carboncini        |                                                               | Sindaco | [ 78 ]        |
| 1945              | 1946              | Vittorio Rossetti     |                                                               | Sindaco | [ 78 ]        |
| 1946              | 1946              | Franco Sanguineti     |                                                               | Sindaco | [ 78 ]        |
| 1946              | 1948              | Riccardo Fiorini      |                                                               | Sindaco | [ 78 ]        |
| 1948              | 29 settembre 1951 | Gino Mario Pimpinelli |                                                               | Sindaco | [ 78 ]        |
| 29 settembre 1951 | 1965              | Ferdinando Stefanelli | Partito Socialista Italiano                                   | Sindaco | [ 78 ]        |
| 1965              | 1978              | Rizzago Radi          | Partito Comunista Italiano                                    | Sindaco | [ 78 ]        |
| 1978              | 24 aprile 1995    | Renato Bolognini      | Partito Comunista Italiano Partito Democratico della Sinistra | Sindaco | [ 78 ] [ 79 ] |
| 24 aprile 1995    | 14 giugno 2004    | Luca Sani             | Partito Democratico della Sinistra Democratici di Sinistra    | Sindaco | [ 79 ]        |
| 14 giugno 2004    | 26 maggio 2014    | Lidia Bai             | centro-sinistra                                               | Sindaco | [ 79 ]        |
| 26 maggio 2014    | 8 giugno 2024     | Marcello Giuntini     | centro-sinistra                                               | Sindaco | [ 79 ]        |
| 9 giugno 2024     | in carica         | Irene Marconi         | centro-sinistra                                               | Sindaco | [ 79 ]        |

## Sport
Aveva sede nel Comune, fino al 2015, la Società Sportiva Massetana Calcio, fondata nel 1908, che ha cambiato diverse denominazioni nella sua storia e nel 1975 ha ricevuto la stella d'argento al merito sportivo del CONI. In città aveva sede anche la AGD Massa Marittima, nata nel 2011, non più attiva. Presso la frazione di Valpiana ha sede invece il Gruppo Sportivo Valpiana 1986, compagine di seconda categoria. Nel 2014 È stata fondata la società Massa Valpiana militante in prima categoria.
Lo sport della pallamano è rappresentato dalla società U.S. Olimpic, fondata nel 1971. Nel 2015 ha raggiunto la serie A2 dalla quale è retrocessa in serie B tre anni dopo, nel 2018. Nel 2018 ha ricevuto la stella d'argento all'attività sportiva del CONI.

### Impianti sportivi
Stadio comunale Angelino Elmi, inaugurato nel 1968.